# Ішлей
Ішле́й (рос. Ишлей, чув. Ишлĕ) — присілок у складі Вурнарського району Чувашії, Росія. Входить до складу Шинерського сільського поселення.
Населення — 92 особи (2010; 108 у 2002).
Національний склад:
- чуваші — 99 %